# 사카이 다다유키 (1599년)
사카이 다다유키(일본어: 酒井忠行, 게이초 4년(1599년) ~ 간에이 13년 음력 11월 17일(1636년 12월 14일))는 에도 시대 전기의 다이묘이다. 에도 태생으로서 고즈케 이타바나번주, 우마야바시번 제3대 번주. 사카이가 우타노카미파 종가 제3대 당주.
아버지는 에도 막부 다이로 사카이 다다요, 어머니는 사카키바라 야스마사의 딸이다.

## 같이 보기
- 니시오 다다테루 - 다다유키의 사촌동생

| 전임 사카이 다다요 | 제8대 사카이 우타노카미류 종가 당주 1636년 | 후임 사카이 다다키요 |

| 전임 막부령(사토미 다다시게) | 이타바나번 번주 (사카이 우타노카미류 종가) 1625년 ~ 1636년 | 후임 우마야바시번과의 병합으로 인한 폐번 |

| 전임 사카이 다다요 | 제3대 우마야바시번 번주 (사카이 우타노카미류 종가) 1636년 | 후임 사카이 다다키요 |